# 未知への飛行
『未知への飛行』（みちへのひこう、原題：Fail Safe）は、1964年制作のアメリカ合衆国の映画。シドニー・ルメット監督。
米ソの核戦争を題材とした映画。原題の「Fail Safe（フェイルセーフ）」とは、装置の誤操作や誤動作による事故を防ぐための設計手法であり、この映画では安全な待機ポイント、誤った攻撃命令など複数の意味を含んでいる。
日本でのビデオタイトルは『未知への飛行/フェイル・セイフ』。

## あらすじ
アメリカ空軍のブラック大将は、スペインの闘牛士が歓声を上げる観衆の前で牛を殺す夢を繰り返し見てきている。ブラックは核兵器の政治に関する知見で有名な政治学者、グロテシェル博士が主宰する会議に出席するためワシントンD.C.に飛ぶ。
グロテシェルは熱烈な反共産主義者である。会議前夜の夕食会で、彼はそのような戦争は人類を滅ぼすのではないかという懸念を一蹴した。グロテシェルにとって、核戦争には他の戦争と同様、勝者と敗者が必ず存在し、そのような戦争で死ぬかもしれない何百万人もの人々はソ連の脅威を終わらせるために支払われるべき代償である。
アメリカ空軍オマハの国防司令部の早期警戒レーダーは、正体不明の航空機がアメリカ領空に侵入したことを示す。その直後、侵入機はコースを外れた民間旅客機であることが判明する。しかし、コンピューターのエラーにより、米国の爆撃機グループの1つであるグループ6が、有効と思われる、モスクワへの核攻撃の命令を誤って受信してしまう。この命令を取り消そうとするが、ソ連が米国の無線通信を妨害しているため出来ない。グループ6の指揮官ジャック・グレイディ大佐は命令に従い、グループ6は「ヴィンディケーター」爆撃機で北極上空をモスクワに向けて飛行を開始する。
米国大統領は爆撃機を呼び戻すか撃墜しようとする。グロテシェルは大統領への助言を求められる。 ブラック大将を含む軍幹部は大統領に対し、ソ連はあらゆる手を尽くして報復してくると警告するが、グロイシェルはグループ6がモスクワ上空に到着したらソ連は降伏すると主張する。ヴィンディケーターを撃墜するために戦闘機隊を緊急発進させるが、推力増強装置を使用したことから、グループ6に追いつく前に燃料が切れてしまい、北極海に墜落してしまう。
ソ連の首相との通信が開始される。米国側は編隊の位置をソ連側に通報する。妨害電波は止んだが、ヴィンディケーターの乗員たちは訓練のとおり、爆撃中止命令をソ連の計略と判断し無視する。大統領は核による大惨事を回避する解決策を見つけようと必死になる。彼は、大統領夫人がそこにいることを知っているにも拘わらず、核兵器搭載の爆撃機1機にニューヨークに向けて飛び、必要に応じて爆撃するよう命令する。全面戦争を避けるために、ソ連最大の都市を誤って核攻撃してしまう代わりに、米国最大の都市を自ら核攻撃しようというのだ。
ソ連軍はグループ6の爆撃機の大部分を撃墜したが、グレイディの機と防御兵器のみを搭載した囮機の2番機を取り逃がす。この2番機がソ連軍機を陽動しグレイディの機から引き離し、グレイディ機がソ連の迎撃隊から逃れるようにした。
ソ連軍は切羽詰まって、残りのヴィンディケーターの進路に向けてあらゆる武器を発射する。グレイディ機がモスクワに近づくにつれ、アメリカ軍は遂に無線でグレイディと連絡を取ることが出来るようになる。大統領とグレイディの妻が、爆撃を中止するよう必死に訴える。グレイディが動揺していると、ソ連軍のミサイルの一斉発射が彼の機を狙う。グレイディは最後の防御ミサイルを囮に使い、ソ連のミサイルを自機の遥か上方で爆発させる。グレイディは乗員たちが致死量の放射線を浴びたことを知る。しかし、なおもグレイディは攻撃中止の命令はソ連の計略と考え、聞き入れない。
大統領はモスクワ駐箚の米国大使と連絡を取り続けるが、電話回線は大きな音を立てて突然切れてしまう。そして、妻と子供たちがニューヨーク市に住んでいるブラック将軍に対して、エンパイア・ステート・ビルを爆心地として爆撃するよう命令する。ブラックはその命令に従い、自ら爆弾を投下することで全責任を負い、そして飛行服の中に隠していた毒薬で自殺する。彼は死に際に、「闘牛士、闘牛士、…私、私」と妻に呼びかけ、繰り返し見た夢の意味が遂に分かったと告げる。
映画の最後では、迫り来る大惨事を知らずに日常生活を送るニューヨークの人々の映像が映し出され、続いて核爆弾が爆発する瞬間の彼らの顔が映って止まる。

## キャスト
※括弧内は日本語吹き替え
- アメリカ合衆国大統領：ヘンリー・フォンダ（有本欽隆）
- ブラック将軍：ダン・オハーリー（楠見尚巳）
- グロテシェル教授：ウォルター・マッソー（佐々木梅治）
- ボーガン将軍：フランク・オーヴァートン（英語版）（たかお鷹）
- バック：ラリー・ハグマン（斉藤次郎）
- グレイディ大佐：エドワード・ビンズ（英語版）
- ラスコブ下院議員：ソレル・ブック（英語版）
- カッシオ大佐：フリッツ・ウィーヴァー
- スウェンソン国防長官：ウィリアム・ハンセン（英語版）
- コリンズ：ドム・デルイーズ
- フォスター：ダナ・エルカー
- ゴードン・ナップ：ラッセル・コリンズ（英語版）

※日本語吹替は上記の他、1986年8月3日に『CINEMAだいすき!』にて放送されたテレビ版も存在する。

## 製作
映画はホワイトハウスの地下壕、アメリカ国防総省の作戦会議室、戦略航空軍団作戦会議室、爆撃機のコックピットで展開される。市民の日常生活はオープニングと映画のラストのみに登場し、ラストのニューヨークのシーンでは市民は核爆発の脅威を感じず、爆発の瞬間に映像が静止するシーンで終了する。音楽はアラスカ州の空軍基地のラジオ音楽以外使用されていない。一方の当事国であるソ連が登場せず、物語は国防総省と戦略航空軍団の作戦室にある電子地図で描かれる。アメリカ大統領とソ連首相との会話は、ラリー・ハグマンが演じる通訳の翻訳によって描写され、映画は大統領やグロテシェル教授、ブラック将軍、ボーガン将軍などのアメリカ政府・軍部首脳の会話で構成されている。
原作に登場する爆撃機「Vindicator」はB-58の資料映像を使用しており、迎撃機のF-104、F-102、ミラージュIII、F-101もフィルムクリップで描写されている。これは、核兵器を適正に管理できていないことを前提とした映画への協力をアメリカ空軍が拒否したため、資料映像しか使用できなかったことによる。爆撃機編隊のシーンは、1機のB-58の資料映像を複数のB-58が存在しているように編集したものが使用されている。

## 訴訟問題

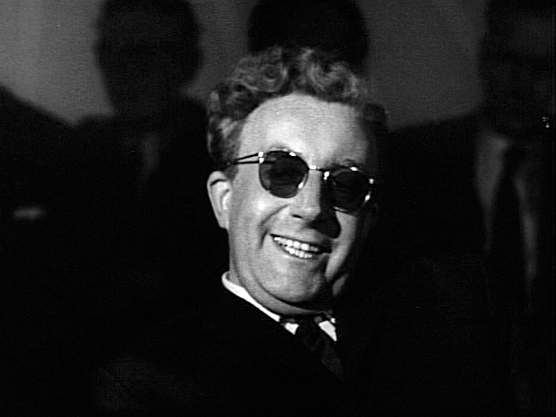
『博士の異常な愛情』のワンシーン

『未知への飛行』と『博士の異常な愛情 または私は如何にして心配するのを止めて水爆を愛するようになったか』は、両方ともコロンビア ピクチャーズの製作作品で、核戦争の危機を描いた点も共通している。『博士の異常な愛情』は、ピーター・ジョージの『破滅への二時間』を原作にしており、監督のスタンリー・キューブリックは本作と競合して興行成績を損なうことを避けるため、『博士の異常な愛情』を先に公開するように求めた。
キューブリックとジョージは、原作の『破滅への二時間』と『フェイルセーフ』の内容が似ていることから、「盗作された」として『未知への飛行』に対して訴訟を起こした。最終的に両者は和解したため、本作は『博士の異常な愛情』より8か月遅れで公開されることになった。

## 評価
本作は批評家からは好評だったが、興行成績は振るわなかった。これは、同じテーマを扱った『博士の異常な愛情』が先に公開されたこともある。しかし、本作は原作の品質を保持しているものとして高い評価を受けている。原作と映画は、長年「コンピューターの誤作動が核戦争の危機を招く」という考えを否定する人々から批判されたが、核戦争の危機を描いたことで広く世間に受け入れられている。

## リメイク
2000年、テレビ映画『FAIL SAFE 未知への飛行』としてリメイクされた。『ER緊急救命室』の経験を活かした生放送ドラマで、開幕前にはウォルター・クロンカイトが番組紹介を行う。監督はスティーヴン・フリアーズ、キャストはリチャード・ドレイファス、ジョージ・クルーニー、ノア・ワイリー、ブライアン・デネヒー、サム・エリオット、ハーヴェイ・カイテルら。